# Bataille de la mer des Philippines
Seconde Guerre mondiale – Guerre du Pacifique
Batailles
Campagne des îles Mariannes et Palaos
- Saipan
- Mer des Philippines
- Guam (1944)
- Tinian
- Peleliu
- Angaur

La bataille de la mer des Philippines est une bataille navale et aérienne de la guerre du Pacifique pendant la Seconde Guerre mondiale, et qui a opposé la Marine impériale japonaise et la Marine des États-Unis en mer des Philippines, au large des îles Mariannes du 19 au 20 juin 1944, pendant que les troupes américaines s'emparaient de Saipan pour ensuite envahir Tinian, deux îles des Mariannes du Nord.
Cette bataille, qui s'inscrit dans le cadre des opérations A-Gō côté japonais et Forager côté américain, fut un désastre pour les forces japonaises, puisqu'elles perdirent la quasi-totalité de leur aéronautique navale embarquée et un tiers des porte-avions engagés. Le sort des armes fut tellement à sens unique que les pilotes américains surnommèrent cette bataille le « Tir aux pigeons des Mariannes » (en anglais : The Great Marianas Turkey Shoot).
Après cette bataille, la Marine impériale avait perdu l'essentiel de sa force de frappe en termes d'aviation embarquée.

## Contexte
Après la bataille des îles Santa Cruz qui avait conclu la campagne de Guadalcanal, en octobre 1942, la flotte japonaise se retira à Truk, puis Palaos et enfin Singapour, se réorganisant et remplaçant ses pertes.
Après la mort de l'amiral Yamamoto en avril 1943, l’amiral Mineichi Koga devint commandant en chef de la Marine impériale japonaise. La stratégie navale du Japon était alors la défense d'un périmètre englobant les îles Salomon, les îles Gilbert et les îles Mariannes jusqu'aux îles Aléoutiennes. Après les succès de MacArthur en Nouvelle-Guinée et les raids aériens américains sur la base de Rabaul en automne 1943 et les dégâts subis par la flotte japonaise dans ce port, il devint évident que ce périmètre de défense ne pouvait plus inclure ni les îles Salomon, ni les Gilbert, ni les Marshall.
Koga mourut lors d'un accident d'avion en mars 1944 et fut remplacé par l'amiral Soemu Toyoda qui dirigea la flotte depuis Tokyo. La flotte combinée qui avait fait la fierté de Yamamoto s'était scindée en plusieurs groupes. La plus importante force à la disposition de Toyoda était la 3e Force, ou la Force mobile.
Depuis la fin de 1942, le commandant de la Force mobile était le vice-amiral Jisaburo Ozawa, un officier considéré comme agressif et talentueux.
Le 11 mai 1944, la Force mobile d'Ozawa quitta Singapour pour Tawi-Tawi, une île des Sulu, dans les Philippines. Le plan principal de Toyoda était l'opération "A" (A-Go) : il s'agissait d'attirer la flotte américaine dans la zone délimitée par les îles Palaos, les îles Mariannes et les îles Carolines, où étaient situées bon nombre d'unités d'aviation terrestre. L'action conjuguée de l'aviation embarquée et basée à terre devait détruire la Task Force et ainsi supprimer toute possibilité de débarquement américain aux Mariannes.
Alors que la flotte japonaise attendait l'attaque américaine dès la mi-mai à Tawi-Tawi, elle fut repérée par des sous-marins américains qui commencèrent à la harceler lors de ses sorties d'entraînement (le Yukikaze fut endommagé par une torpille), privant ainsi de précieuses heures de vol les pilotes japonais, pour la plupart jeunes et inexpérimentés. La flotte japonaise souffrant également d'une pénurie de carburant, il fut décidé de recourir au pétrole brut tiré de Bornéo en guise de produit de substitution. La décision d'utiliser ce carburant de faible qualité et hautement volatil fut particulièrement lourde de conséquences lors des combats.
Début juin 1944, la flotte japonaise détecta l'approche de la 5e Flotte et se porta à sa rencontre pour l'annihiler.

## Les forces en présence

### Sigles
(CV=Porte-avions; CVL=Porte-avions léger; BB=Cuirassé; CA=Croiseur lourd; CL=Croiseur léger; DD=Destroyer; SS=Sous-marin)

### Dispositif japonais
| Désignation de l'escadre        | Commandant                                      | Effectifs |
| ------------------------------- | ----------------------------------------------- | --- |
| Force mobile                    | vice-amiral Jisaburō Ozawa à bord du CV Taihō   | La Force mobile était divisée en 3 forces : les Forces ""Van", "A" et "B" |
| Force d'avant-garde (Van Force) | vice-amiral Takeo Kurita à bord du CA Atago     | 3 CVL Chitose, Chiyoda, Zuiho),4 BB (Yamato, Musashi, Kongō, Haruna) 8 CA (Atago, Takao, Chokai, Maya, Kumano, Suzuya, Tone, Chikuma) 1 CL (Noshiro) 7 DD 653 Kokutai (17 A6M5, 46 A6M2, 9 B6N2, 18 B5N2) |
| Force "A"                       | vice-amiral Jisaburō Ozawa à bord du CV Taihō   | 3 CV (Taihō, Zuikaku, Shōkaku) 2 CA ( Myōkō, Haguro) 1 CL (Yahagi) 6 DD 601 Kokutai (80 A6M5, 11 A6M2, 70 D4Y1, 9 D3A2, 44 B6N2)                                                                          |
| Force "B"                       | vice-amiral Takatsugu Jojima à bord du CV Junyo | 2CV (Junyo, Hiyo) 1 CVL (Ryūhō) 1 BB (Nagato) 1 CA (Mogami) 10 DD 652 Kokutai (53 A6M5, 27 A6M2, 11 D4Y1, 29 D3A2, 15 B6N2)                                                                               |
| Force sous-marine               | vice-amiral Takeo Takagi sur l'île de Saipan    | 24 sous-marins |
| Force aérienne                  | vice-amiral Kakuji Kakuta sur l'île de Guam     | 250 avions basés à Rota, Saipan, Tinian et Guam |
| total:                          |                                                 | 5 CV, 4 CVL, 5 BB, 11 CA, 2 CL, 28 DD et 24 SS 680 avions (dont 250 basés à terre) |

### Dispositif allié
| Désignation de l'escadre    | Commandant                                                   | Effectifs |
| --------------------------- | ------------------------------------------------------------ | --- |
| Flotte du Pacifique         | amiral Chester Nimitz                                        | |
| 5e Flotte                   | Amiral Raymond Spruance à bord de l'USS Indianapolis (CA-35) | Task Force 51 ou TF 51 (Forces expéditionnaires Jointes) Task Force 58 ou TF 58 (Forces Aéronavales Rapides)                                              |
| TF 58                       | vice-amiral Marc A. Mitscher à bord de l'USS Lexington       | 7 CV, 8 CVL, 7 BB, 8 CA, 12 CL, 67 DD : la TF 58 était divisée en 4 Task Groups (TG) plus la ligne de bataille du vice amiral Willis A. Lee               |
| TG 58.1                     | contre-amiral J.J. Clark à bord de l'USS Hornet              | 2 CV (USS Hornet et USS Yorktown) 2 CVL (USS Belleau Wood et USS Bataan) 3 CA (Boston, Baltimore et Canberra) 2 CL (Oakland et San Juan) 14 DD            |
| TG 58.2                     | contre-amiral Alfred E. Montgomery à bord du CV Bunker Hill  | 2 CV (Wasp et Bunker Hill) 2 CVL (Lexington et Monterey) 3 CL (Santa Fe, Mobile et Biloxi) 15 DD                                                          |
| TG 58.3                     | contre amiral John W. Reeves Jr. à bord du CV USS Enterprise | 2 CV (USS Enterprise et USS Lexington) 2 CVL ( USS Princeton et USS San Jacinto) 1 CA (USS Indianapolis) 3 CL (Montpelier, Cleveland et Birmingham) 13 DD |
| TG 58.4                     | contre amiral W. K. Harrill à bord du CV USS Essex           | 1 CV (USS Essex) 2 CVL (Cowpens et Langley) 3 CL (Vincennes, Miami et Houston) 14 DD                                                                      |
| TG 58.7 (Ligne de bataille) | vice-amiral Willis A. Lee à bord du BB Washington            | 7 BB (Iowa, New Jersey, Washington, Indiana, North Carolina, South Dakota et Alabama) 4 CA (Minneapolis, San Francisco, New Orleans et Wichita) 14 DD     |
| Force d'interception        | contre-amiral Charles A. Lockwood                            | 13 SS (Bang, Ray, Puffer, Gurnard, Harder, Redfin, Flying Fish, Seahorse, Bonefish, Cavalla, Finback, Stingray et Albacore)                               |
| Total :                     |                                                              | 7 CV, 8 CVL, 7 BB, 8 CA, 12 CL, 67 DD, 22 SS |
| Effectif aérien embarqué    |                                                              | 891 avions sur porte-avions 65 hydravions sur cuirassés et croiseurs                                                                                      |

## Mise en place
L'opération américaine avait pour nom Opération Forager. Son but était la prise de contrôle des îles Mariannes et plus particulièrement Saipan et Tinian, deux îles qui appartenaient au Japon depuis 1917, et Guam, une île américaine depuis 1899, la plus grande des Mariannes située au sud de l'archipel, que le Japon avait envahie trois jours après l'attaque de Pearl Harbor.
La 5e Flotte était constituée principalement des forces de débarquement ("Forces expéditionnaires conjointes") sous les ordres du vice-amiral R.K. Turner, et des porte-avions rapides et de leur escorte (Task Force 58 ou TF58) sous les ordres du vice-amiral Marc A. Mitscher.
Le 11 juin, la force d'invasion américaine fit précéder l'attaque principale par une série de frappes aériennes sur les Mariannes, faisant comprendre aux Japonais que l'objectif de l'attaque était les Mariannes. Ceci était une surprise pour eux puisqu'ils s'attendaient plutôt à une attaque plus au sud, soit dans les Carolines, éventuellement à Palaos.
La Force mobile quitta Tawitawi le 13 juin en direction des Mariannes. Elle était repérée par les sous-marins américains et le code secret japonais étant décrypté, tous les mouvements de la Force étaient donc connus de la 5e Flotte et de la TF58.
Par ailleurs, les raids américains du 11 juin sur les aérodromes de Rota, Saipan, Tinian et Guam avaient mis à mal la capacité aérienne de ces bases, puisque, selon les rapports américains, 150 (des 250) avions japonais furent détruits au sol ou en vol (contre 11 avions américains abattus).
Le 14 juin, Spruance reçut des informations relatives à de possibles renforts aériens japonais en provenance d'Iwo Jima et Chichi Jima dans les îles Bonin. Sachant que plusieurs jours se passeraient avant l'engagement avec la flotte japonaise, il envoya deux Task Groups, le TG 58.1 de Clark et le TG 58.4 de Harris vers ces îles, qu'ils atteignirent et attaquèrent le 16 juin, infligeant de graves dégâts aux capacités aériennes de leurs aérodromes.
Le 15 juin, l'invasion de Saipan commençait.
Le 17 juin vers 20 heures, la Flotte mobile fit sa jonction avec l'escadre cuirassée de l'amiral Ugaki, et se dirigea tout droit sur les îles Mariannes. Malgré leur infériorité numérique, les Japonais étaient confiants, car leurs avions avaient d'une part un plus grand rayon d'action, et pouvaient d'autre part faire la navette entre les porte-avions et les bases terrestres, ce qui augmentait de façon significative le rendement de l'aviation embarquée.
Le plan japonais A-Go reposait sur l'action conjuguée de l'aviation embarquée et des avions basés à terre. Ces derniers devaient avoir détruit au préalable au moins un tiers du potentiel américain. Or les bombardements américains avaient causé de lourdes pertes à l'aviation basée à terre et rendu les aérodromes quasiment inutilisables. L'action de l'aviation terrestre fut négligeable dans la bataille qui allait suivre, ce qui allait avoir de lourdes conséquences pour les attaques aériennes de la Flotte mobile.
Le 18 juin, l'amiral Mitscher avait rassemblé la TF 58 près de Saipan et se préparait à la bataille.
Peu avant minuit ce jour-là, l'amiral Chester Nimitz envoya à Spruance un message l'informant que la force japonaise se trouvait à environ 560 km à l'ouest-sud-ouest de la TF 58 et Mitscher demanda l'autorisation de se porter à l'ouest pendant la nuit, afin de se trouver dans une bonne position d'attaque à l'aube.
Spruance refusa de donner cet ordre. Il craignait en effet que les Japonais tentent d'éloigner sa Task Force de la zone d'invasion avec une force de diversion et attaquent ensuite sa flotte par le flanc en mettant en danger l'invasion de Saipan. Il ordonna donc à la TF de rester sur place, laissant aux Japonais l'initiative, et donna l'ordre aux deux Task Groups envoyés dans les Bonin de rejoindre la Task Force le 17 juin.
La position attentiste de Spruance fut critiquée à l'époque et encore maintenant, quoiqu'il soit intéressant de comparer la prudence de Spruance à l'époque avec l'impétueuse poursuite d'une force de diversion par l'amiral William Halsey pendant la bataille du golfe de Leyte.

## La bataille

### Premiers mouvements au 19 juin

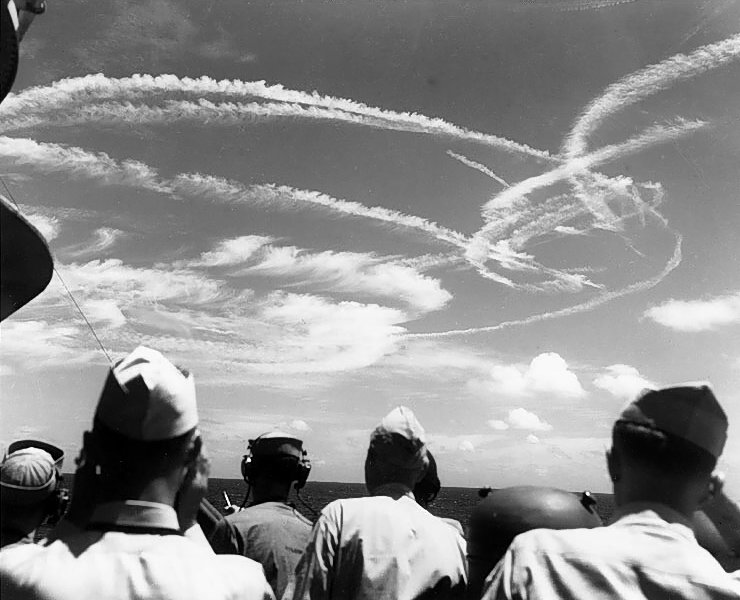
Bataille aérienne au-dessus de la Task Force 58, 19 juin 1944.

À 5 h 30, la TF 58 commença à lancer des patrouilles aériennes. Dans le même temps, l'aviation japonaise basée à Guam lançait 50 avions à la recherche de la Task Force.
Vers 5 h 50, un Mitsubishi Zero trouva la TF 58 et réussit à en transmettre la position avant d'être abattu.
Moins d'une heure plus tard, le reste des forces aériennes de Guam se regroupait pour attaquer la Task Force.
Ces mouvements ayant été repérés par radar, un groupe de Grumman Hellcats du CVL Belleau Wood fut lancé et attaqua alors que les avions japonais se rassemblaient pour l'attaque, ces derniers rejoints par des avions provenant des autres îles.
Une bataille aérienne s'ensuivit, au cours de laquelle 35 avions japonais furent abattus. La bataille n'était pas encore terminée lorsque les Hellcats furent rappelés par leurs porte-avions à 10 h.

### Les raids japonais

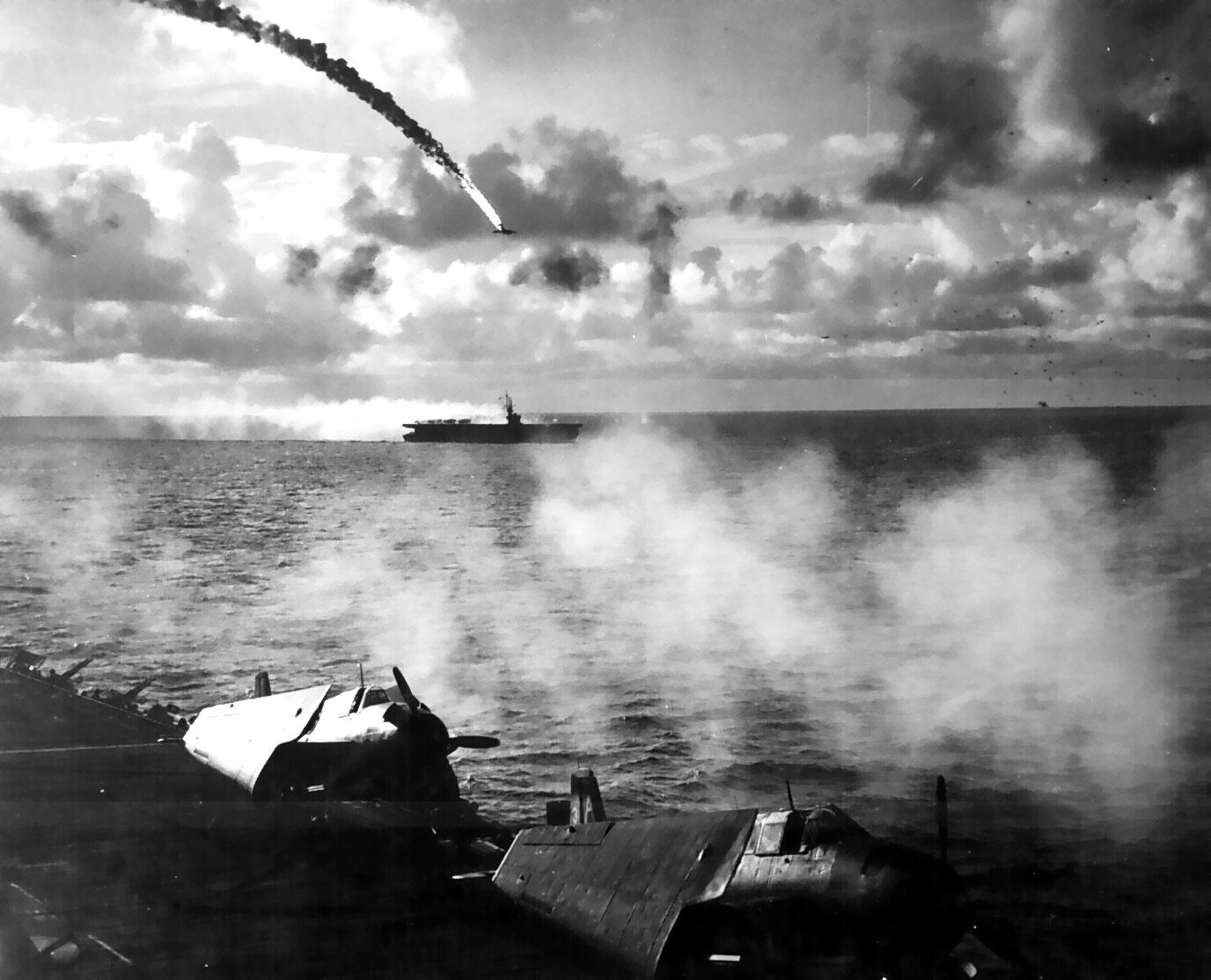
Un avion japonais abattu alors qu’il attaquait l'.

L'ordre de rejoindre les porte-avions avait été donné parce que la TF 58 venait de détecter un certain nombre de contacts radars à 240 km à l'ouest. Il s'agissait du premier raid de 69 avions lancé par la Force mobile et la TF 58 lança la quasi-totalité de ses avions embarqués.
Le lancement de cette première vague d'avions à 8 h 0, très en avant des autres raids, était une première erreur, commise par le contre amiral Obayashi qui commandait les porte-avions de la Force d'Avant Garde (Force Van) du vice-amiral Kurita et qui avait décidé de cette attaque sans attendre les ordres, remettant en cause toute cohérence dans l'attaque japonaise.
La seconde erreur fut commise par les aviateurs japonais, qui interrompirent leur avance à 100 km de la Task Force pour se regrouper avant l'attaque. Cette manœuvre donna aux avions américains un délai supplémentaire de dix minutes et un premier groupe de Hellcats atteignit les avions japonais à 100 km de la Task Force à 10 h 36. Vingt-cinq avions japonais furent rapidement abattus alors que les Américains ne déploraient la perte que d'un appareil.
Les avions japonais restants furent ensuite attaqués par un autre groupe d'avions américains, et 16 autres furent abattus. Les survivants tentèrent d'attaquer deux destroyers américains, le Yarnall et le Stockham, sans causer de dommage. Une bombe atteignit le cuirassé South Dakota, mais aucun avion japonais ne réussit à approcher les porte-avions américains et seuls 27 avions japonais rejoignirent leur porte-avions.
Entre-temps, à 9 h 0, Ozawa avait lancé le raid aérien principal, 129 avions lancés des porte-avions de la Force A, mais il ne lança pas ceux de la Force B commandée par le vice-amiral Takaji Joshima. Après son absence de réaction à l'impétuosité d’Obayashi, ce fut la première erreur d’Ozawa.
À 11 h 7, la seconde vague japonaise fut détectée. Les avions américains les engagèrent à 100 km de la Task Force et 70 avions japonais furent abattus avant d'atteindre la Flotte. Six avions attaquèrent le Task Group 58.2 du contre amiral Montgomery et causèrent des dégâts mineurs sur deux des porte-avions. Un petit groupe d'avions lanceurs de torpilles attaqua l'Enterprise et une torpille explosa dans son sillage. Des 129 avions, 97 avaient été abattus.

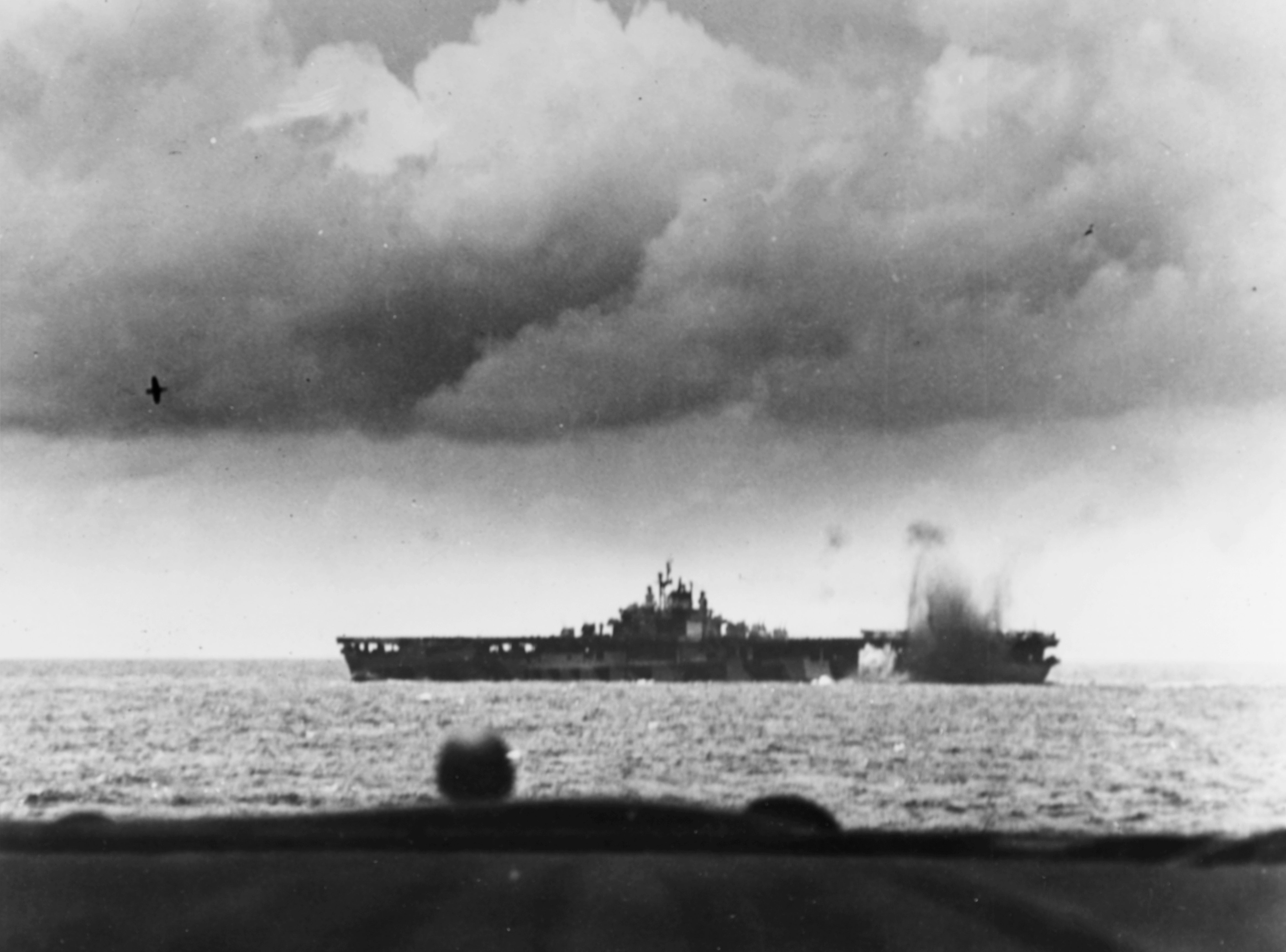
Une bombe japonaise explose près du USS Bunker Hill (CV-17), 19 juin 1944.

Un troisième raid de 47 avions fut intercepté à 13 h 0 à 75 km de la Task Force. Sept furent abattus, et les Japonais firent demi-tour, 40 avions rentrant à leur base.
Le raid final de cette journée, 82 avions, fut lancé entre 11 h 0 et 11 h 30. Le groupe d'attaque avait cependant reçu des informations incorrectes sur la position de la Task Force et fut incapable de la trouver. L'escadrille se sépara en deux groupes se dirigeant respectivement vers Guam et Rota afin de refaire le plein. Le groupe se dirigeant vers Rota rencontra le TG 58.2 de Montgomery et 18  de ses avions furent engagés par les chasseurs américains qui en abattirent 9, tandis qu'un groupe de 9 bombardiers attaquait les porte-avions Wasp et Bunker Hill sans leur causer le moindre dommage, et que 8 de ces bombardiers étaient abattus. Le groupe qui espérait se ravitailler à Guam fut intercepté par 27 Hellcats alors qu'il s'apprêtait à atterrir. Trente des 49 avions japonais furent abattus, le reste étant gravement endommagé.
Au soir du premier jour, la Force mobile japonaise avait donc déjà perdu l'essentiel des forces aériennes basées sur les îles Mariannes et Bonin et plus de 200 avions de son aviation embarquée, soit près de la moitié.

### Le poids des sous-marins

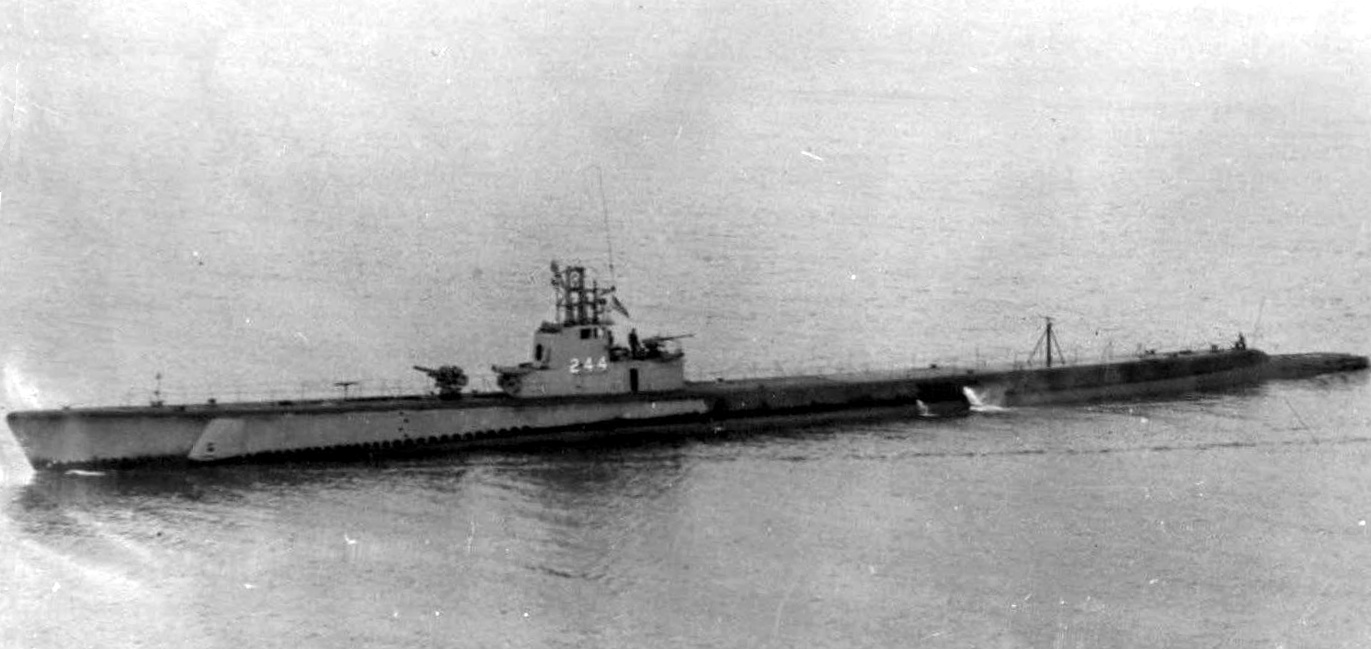
USS Cavalla SS-244 en 1945.

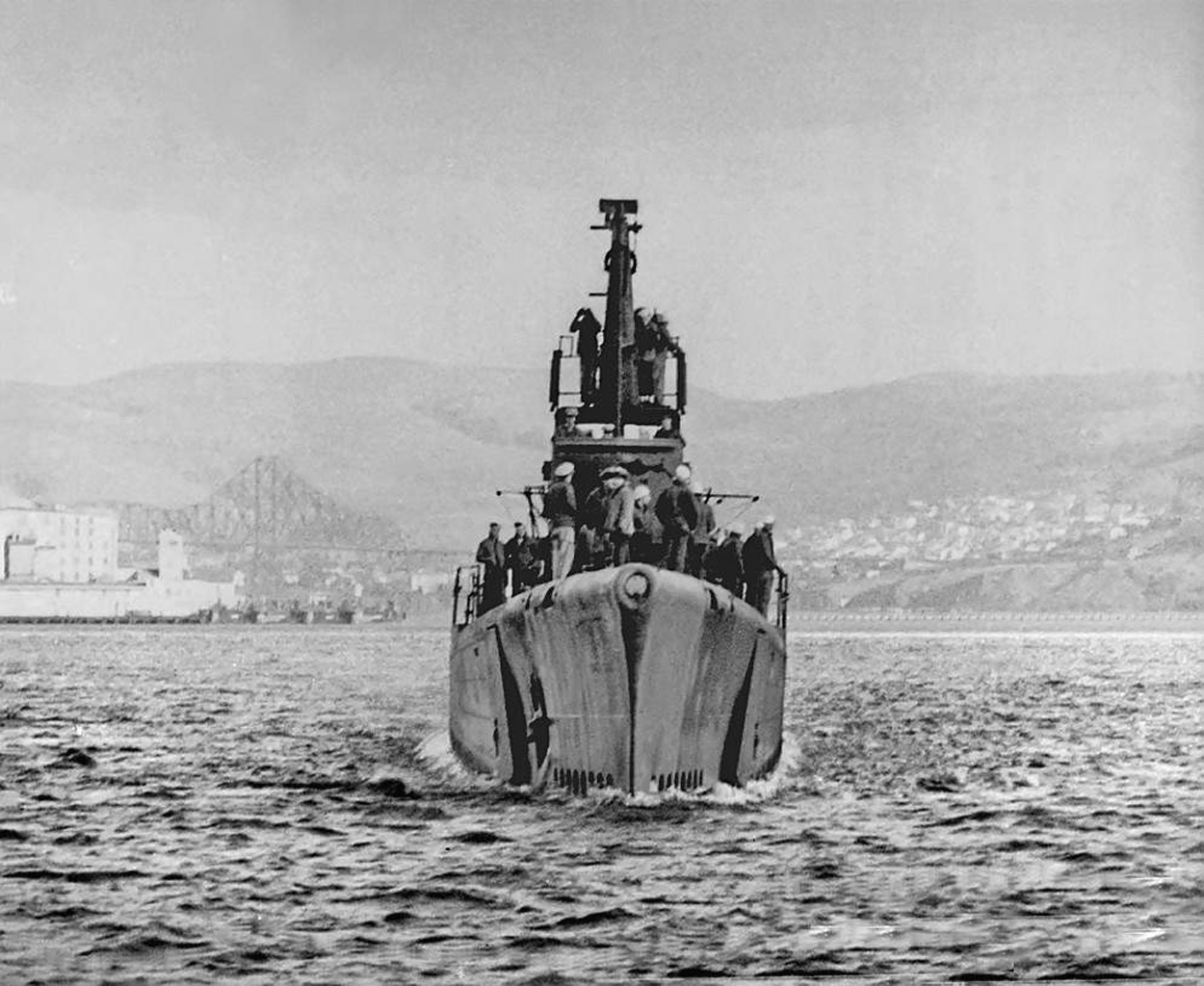
USS Albacore SS-218 en 1944.

Le 16 juin, le sous-marin américain Cavalla de classe Gato repéra un des groupes de pétroliers qui suivait une course au nord de la Force mobile. Le commandant du Cavalla rapporta ce contact et son souhait d'attaquer les pétroliers, mais le commandant en chef des sous-marins du Pacifique (ComSubPac), le vice-amiral Lockwood, lui donna l'ordre de suivre les pétroliers pour arriver à la force principale, ce qui arriva le 17 juin au soir, lorsque Ozawa vint se ravitailler une dernière fois avant la bataille. Le Cavalla rapporta sa découverte et se mit à suivre la Force mobile.
Le 18 juin, un autre sous-marin américain de la même classe, l'Albacore, avait rejoint le Cavalla. Le 19 juin au matin, l'Albacore passa à l'attaque un peu après 9 h 0. Son choix se porta sur le Taihō, le navire amiral de la Force, qui venait de lancer 42 avions dans le cadre du second raid.
Le système de calcul de tir de l'Albacore étant tombé en panne, il fut obligé de lancer ses torpilles au jugé. Quatre des six torpilles lancées ratèrent leur objectif, une cinquième fut arrêtée par le sacrifice d'un pilote japonais, le premier maitre Yukiro Komatsu, qui lança son avion, un D4Y1, sur celle-ci. Mais la sixième atteignit le Taiho, bloquant un des deux ascenseurs et entraînant la rupture des conduites de carburant. Des vapeurs hautement inflammables commencèrent à se propager, mais la situation restait globalement sous contrôle et on pensait pouvoir sauver le navire, dont la vitesse fut à peine réduite.
Le Cavalla attaqua le Shokaku vers midi. Trois torpilles atteignirent le Shokaku qui fut sérieusement endommagé. L'incendie atteignit les réserves de munitions vers 15 h 0, et le Shokaku explosa et coula rapidement.
Entre-temps, un officier de contrôle de dégâts du Taiho commit l'erreur d'ordonner l'utilisation à pleine puissance du système de ventilation afin d'évacuer du navire les vapeurs de carburant. Cet ordre eut en fait pour conséquence que les gaz se répandirent dans tout le bâtiment. Vers 15 h 30, une étincelle provoqua une très forte explosion, suivie d'une réaction en chaîne entraînant la perte du bâtiment, qui coula vers 17 h 30.

### La contre-attaque américaine

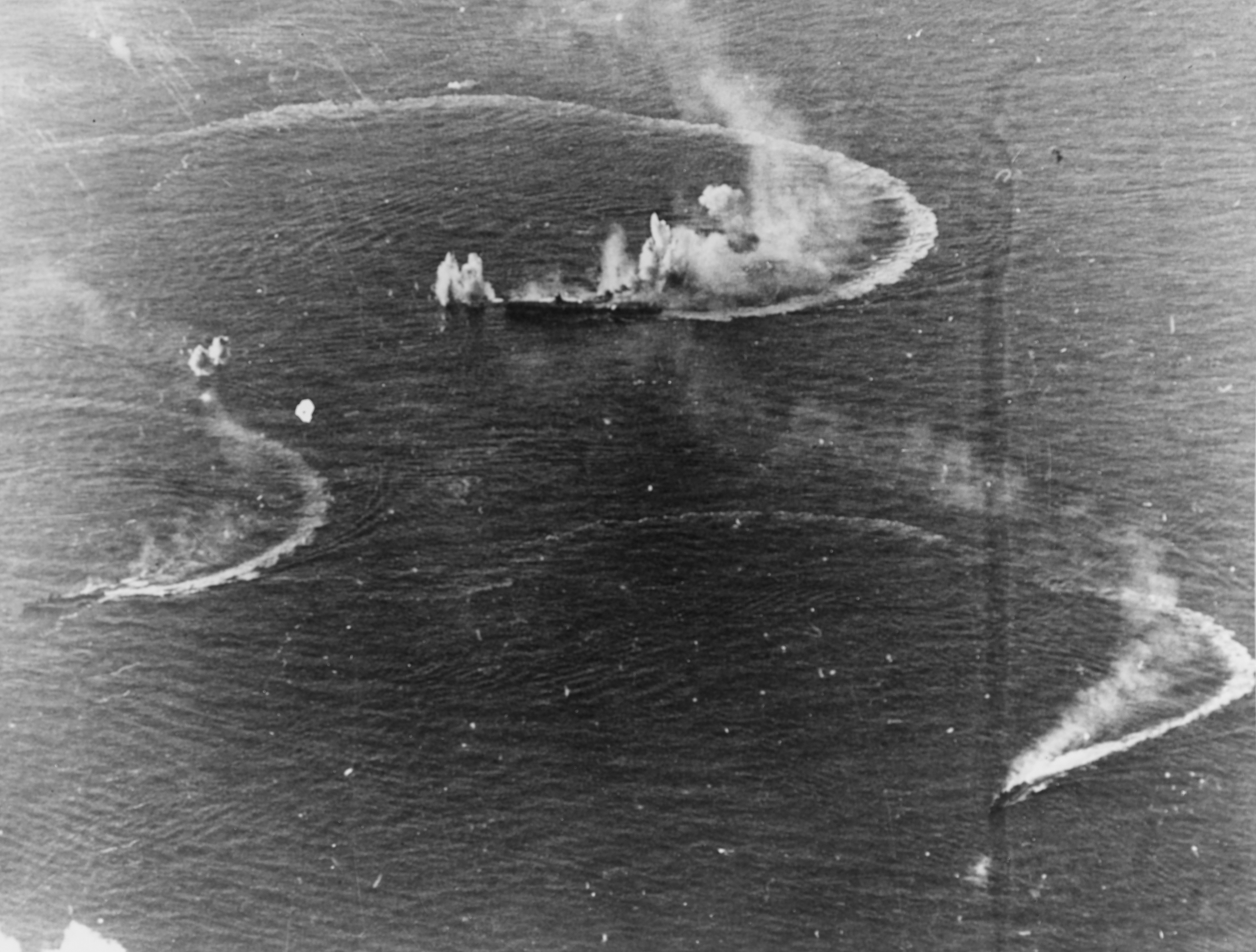
Le porte-avions japonais Zuikaku (au centre) et deux destroyers manœuvrent alors qu'ils sont attaqués par les avions de la TF 58, 20 juin 1944.

La Task Force navigua vers l'ouest pendant la nuit du 19 au 20 juin avec pour objectif d'attaquer les Japonais à l'aube. Dès les premières lueurs, le 20 juin, des patrouilles furent lancées pour repérer la Force mobile.
Ozawa avait transféré son pavillon sur le destroyer Wakatsuki après que le Taihō eut été touché. La radio du bâtiment fut cependant incapable de gérer le trafic radio nécessaire à l'amiral qui transféra à nouveau son pavillon, sur le Zuikaku cette fois, vers 13 h 0. Ce n'est qu'à ce moment-là qu'Ozawa reçut les rapports définitifs relatifs aux raids catastrophiques de la veille et qu'il se rendit compte qu'il lui restait à peine un peu plus de 100 avions. Croyant cependant toujours à la présence massive d'avions sur les bases de Guam et Rota (le vice-amiral Kakuji ayant caché dans ses rapports la gravité de la situation, un problème qui allait devenir endémique dans les forces japonaises), il décida de poursuivre la mise en application de son plan et planifia de nouveaux raids pour le 21 juin.
Les patrouilles américaines eurent des difficultés à découvrir la flotte japonaise et ce n'est quasiment qu'en fin de journée, à 15 h 40, qu'un premier rapport peu intelligible parvint à Mitscher. Enfin à 16 h 5, un second rapport, plus clair, parvint à Mitscher qui décida de lancer immédiatement un raid de grande envergure. Cette décision comportait un certain risque, car la Force mobile se trouvait à deux heures de vol de la Task Force et le soleil se coucherait vers 18 h 30. Le raid fut lancé à 16 h 20 et l'attaque eut lieu peu après 18h.
La Force mobile était à ce moment éparpillée : les avions arrivèrent sur les pétroliers et leurs destroyers. La Force "C" était à l'ouest, la Force "B" à l'ouest-nord-ouest, et la Force "A", déjà décimée par la perte du Taiho et du Shōkaku au nord-ouest.
Ozawa ne réussit à faire s'envoler que 35 chasseurs pour protéger sa flotte, mais il s'agissait de pilotes expérimentés, et il disposait également de la puissance de feu anti-aérienne de ses bâtiments. Cependant, l'attaque américaine constituée de 216 avions était extrêmement puissante et la plupart des avions américains purent exécuter leur attaque.
Les premiers bâtiments auxquels le raid s'attaqua furent des pétroliers dont deux furent endommagés si sérieusement qu'ils durent être abandonnés et sabordés plus tard dans la journée. Le porte-avions Hiyō, attaqué par quatre Avengers du Belleau Wood, fut touché par au moins une torpille et coula un peu plus tard. Les porte-avions Jun'yō et Chiyoda furent endommagés par des bombes, ainsi que le cuirassé Haruna. Vingt avions américains furent abattus au cours de cette action.
Vu le nombre d'avions engagés et la riposte assez faible, c'était finalement un tableau de chasse bien maigre. Ces faibles résultats étaient dus au fait que la plupart des Avengers étaient armés de bombes au lieu de torpilles. Le seul véritable succès fut obtenu par les Avengers du Belleau Wood, seul escadron armé de torpilles.
Sur le chemin du retour vers la Task Force, certains avions durent amerrir du fait de dégâts ou de pannes sèches. À 20 h 0, les premiers avions arrivèrent à la Task Force et les retours s'étalèrent jusque 22 h 0. Mitscher avait pris la décision d'illuminer complètement les porte-avions, en dépit des risques d'attaque par des sous-marins ou par des bombardiers de nuit, et les destroyers tirèrent des fusées éclairantes pour aider les avions à retrouver leur chemin. Malgré ces efforts, 82 avions furent perdus, certains s'écrasant lors de leur appontage, mais la plupart choisissant d'amerrir, les équipages de ces derniers furent en majorité secourus dans les jours suivants.

### La fin de la bataille
Cette nuit-là, Ozawa reçut de Toyoda l'ordre de se retirer de la mer des Philippines. Les forces américaines lui donnèrent la chasse, et la Force mobile fut encore repérée par des Avengers le 21 juin mais sans qu'il y eût d'engagement. Spruance rappela alors Mitscher car il ne voulait pas mettre en danger l'invasion des Mariannes en la laissant sans la protection de la Task Force.

## Conséquences
La bataille navale était terminée et l'opération Forager pouvait se poursuivre, qui allait aboutir à la conquête des îles Mariannes et notamment de Saipan, Guam et Tinian, et à l'établissement de bases aériennes qui permettraient bientôt aux États-Unis de faire décoller les bombardiers géants B-29 en direction du Japon.
Les quatre attaques japonaises avaient impliqué 373 avions dont 130 seulement étaient revenus à leur base et beaucoup d'autres avaient été détruits à la suite de leur porte-avions. Au soir du second jour, les pertes japonaises totales se montaient à trois porte-avions (Shōkaku,Taihō et Hiyō) et 395 avions, tandis que les pertes américaines se limitaient à 23 avions le premier jour et 100 le second (dont les 80 avions perdus du fait de la nuit).
Les pertes subies par la flotte japonaises étaient irremplaçables et l'aéronavale japonaise ne pouvait plus être considérée comme opérationnelle. Lors de la bataille du golfe de Leyte quelques mois plus tard, les porte-avions ne seraient utilisés que comme diversion du fait de leur manque d'avions et de pilotes.